# Gustav von Tempsky

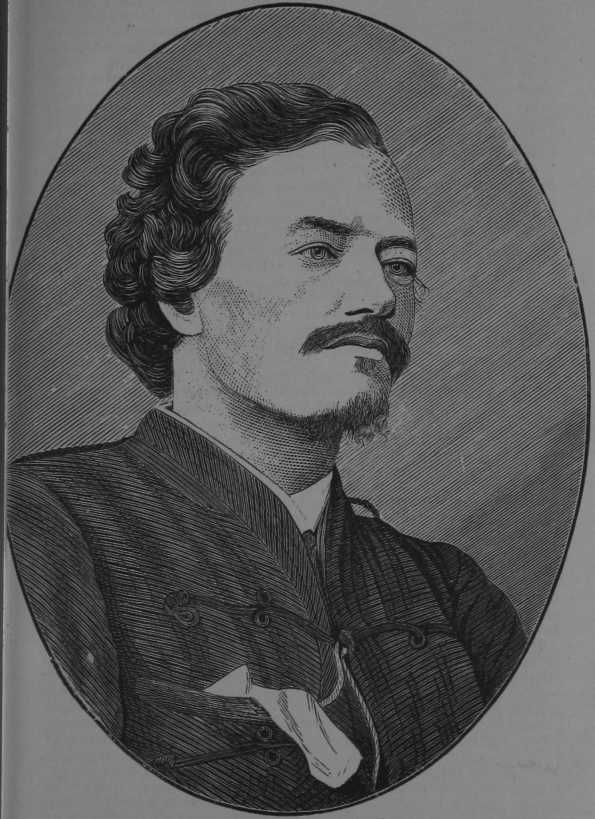
Gustav von Tempsky (um 1860)

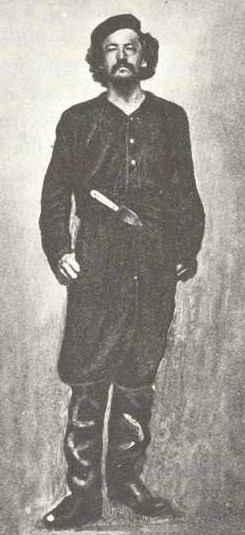
Gustav von Tempsky (um 1865)
(bei den Forest Rangers)

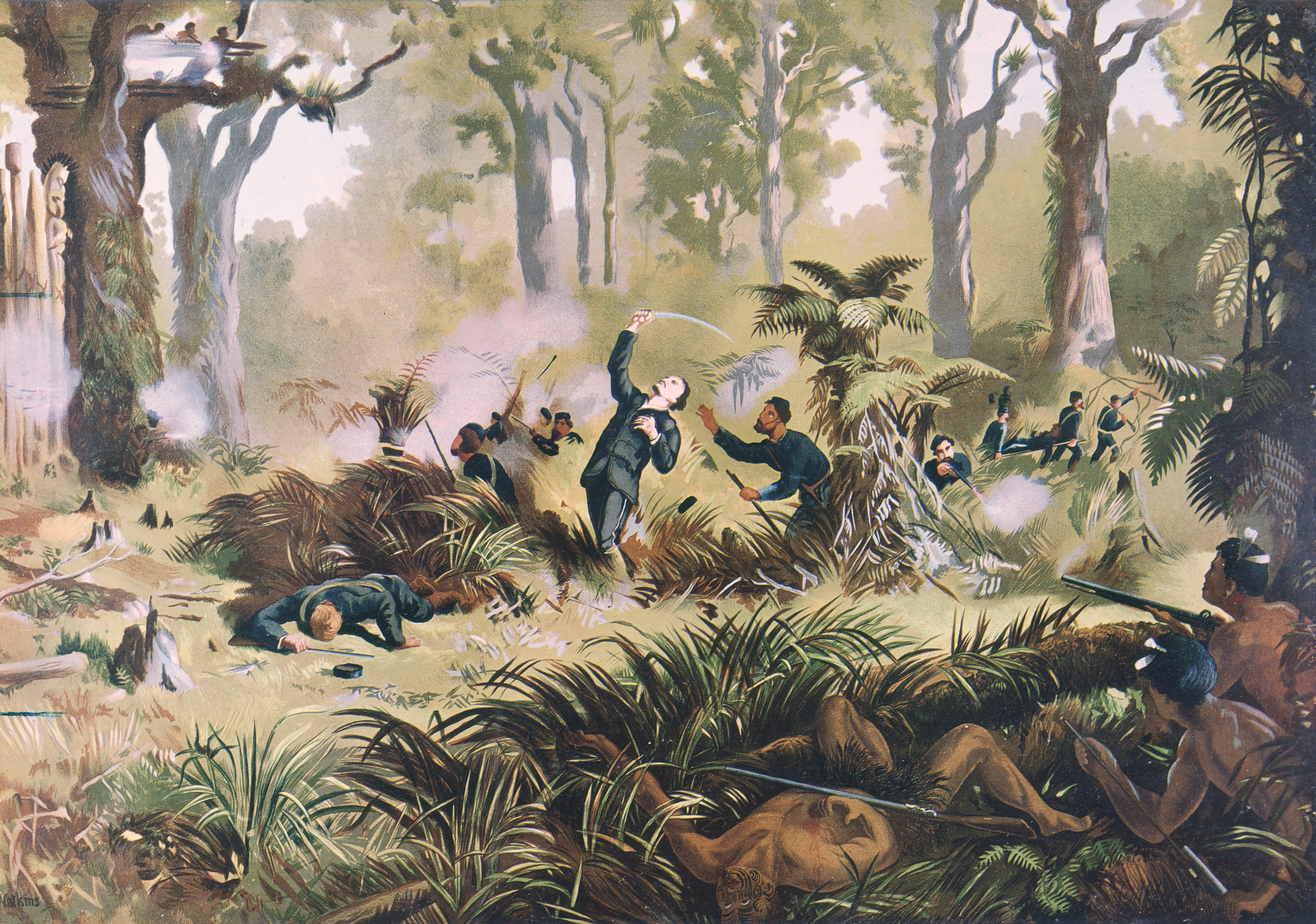
Tempskys Tod
(Maler: Kennett Watkins)

Gustav(us) Ferdinand von Tempsky (* 15. Februar 1828 Braunsberg, Provinz Ostpreußen; † 8. September 1868 zu Te Ngutu o te Manu, bei Kapuni Taranaki, Neuseeland) war ein preußischer Abenteurer, Offizier und Maler.

## Leben
Er entstammte einem alten pommerellischen Adelsgeschlecht mit Sitz in Tempz (seit 1874 Hedille (Landkreis Neustadt (Westpr.)), jetzt Teil der Landgemeinde Luzino), seit 1640 auch in Schlesien ansässig, und war der Sohn des königlich preußischen Oberstleutnants Julius Louis von Tempsky (1797–1868) und der Karoline Henriette Friederike Wilhelmine von Studnitz. Er war ein Cousin der Schriftstellerin Valeska von Gallwitz. Tempsky wuchs in Liegnitz (Niederschlesien) auf. Seine militärische Laufbahn begann er zunächst in der Kadettenanstalt in Potsdam, anschließend besuchte er die Allgemeine Kriegsschule in Berlin. Im Jahr 1845 wurde er ins Regiment seines Vaters versetzt, das Garde-Füsilier-Regiment, in dem auch sein Bruder Benno als Leutnant diente, verblieb dort aber nur neun Monate.
Als 18-Jähriger zog Tempsky im Mai 1846 als preußischer Fähnrich voller Abenteuerlust an die Miskitoküste in Honduras, wo Preußen eine Siedlung gründen wollte. Dort wurde er später sogar Instrukteur der Soldaten des Miskitokönigs. Im Jahr 1852 kam er das erste Mal nach Nicaragua.
In den Jahren 1853 bis 1855 war er in Mexiko, Guatemala und El Salvador unterwegs. Eindrücke aus dieser Zeit veröffentlichte er 1858 in seinem Buch Mitla, a Narrative of Incidents and Personal Adventures.
Zurück in Nicaragua heiratete Tempsky in Greytown (Nicaragua) Emilia Ross Bell (1823–1900), die Tochter des britischen Residenten James Stanislaus Bell (1797–1858) in Greytown. Mit ihr hatte er mindestens die beiden Söhne Randal von Tempsky (1856 Bluefields, Nicaragua – 1898 Kula, Maui County, Hawaii) und Louis von Tempsky (1858 Glasgow, Schottland – 1922 Waiakoa, Maui County, Hawaii) sowie die Tochter Lina (1859 Sandhurst, Bendigo, Victoria, Australien – 1935 Napier, Neuseeland). Den Geburtsorten seiner Kinder entsprechend, muss sich Temspky im Jahr 1856 in Bluefields (Nicaragua), 1858 in Glasgow (Schottland) und 1859 in Australien aufgehalten haben.
Fast wäre ihm die Leitung der Expedition von Burke und Wills (1860/1861) übertragen worden. Stattdessen ging er als Goldsucher nach Victoria (Australien) und Kalifornien (USA), schließlich nach Neuseeland in die Region Otago, den Hauraki District und nach Coromandel. Dort verbrachte er die letzten Jahre seines Lebens.
In Neuseeland arbeitete er als Korrespondent für die Zeitung „Southern Cross“. Doch bald wollte er nicht länger über die Kämpfe gegen die Māori nur schreiben (siehe: Neuseelandkriege), sondern kämpfte selbst im Waikato-Krieg sehr erfolgreich. Er ließ sich bei Kriegsausbruch 1863 von den Siedlern als Söldner bezahlen und kämpfte als britisch-königlicher Major mit selbst geworbenen Freiwilligen unter dem Oberbefehl von Thomas McDonnell (1831–1899) als 2. Kompanie der Forest Rangers (1. Regiment der Waikato-Truppen) gegen die Ureinwohner. Im September 1868 fiel er zur „Battle of the Beak“ im Kampf gegen die Soldaten des Māori-Häuptlings Riwha Titokowaru (1823–1888), die ihn anerkennend „Major Many Birds“ nannten; seine englischen Kameraden nannten ihn den „Preußen“.
In Neuseeland betätigte sich Tempsky auch als Aquarellmaler; er malte Landschaften und Szenen von seinen Kämpfen gegen die Māoris.

## Veröffentlichungen
- Gustav Ferdinand von Tempsky: Mitla. a Narrative of Incidents and Personal Adventures on a Journey in Mexico, Guatemala and Salvador in the Years 1853 to 1855. Hrsg.: James Stanislaus Bel. Longman, Brown, Green and Longman & Roberts, London 1858.
- Gustav Ferdinand von Tempsky: Mitla. Reiseabenteuer in Mexiko, Guatemala und Salvador 1853–1855. Hrsg.: Ulrich Esser-Simon. Books on Demand, 2016, ISBN 978-3-7392-3516-5.

## Werke (Auswahl)

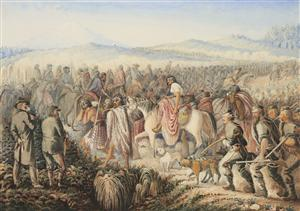
General Chute's March – West Coast 1866
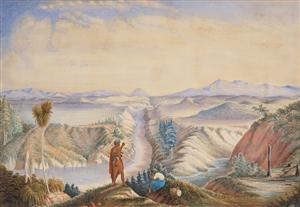
Die Mündung des Karapiro Stream in den Waikato River
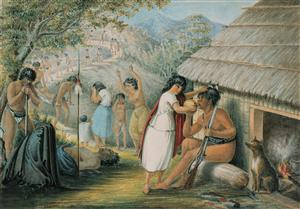
Rückkehr aus dem Krieg